# Dance of Death
Dance of Death е 13-ият студиен албум на британската хевиметъл група Айрън Мейдън. Това е първият албум, в който участие при написването взима и барабанистът Нико Макбрейн.
Вдъхновението за песента "Montségur" Дикинсън открил край средновековна крепост със същото име, докато бил на почивка. Песента Paschendale е за едноименната битка от Първата Световна Война.
Обложката на албума е направена от Дейвид Пратчет, но той пожелал името му да не бъде вписано, тъй като не бил доволен от резултата. И наистина тази обложка се счита от феновете за една от най-грозните.

## Състав
- Брус Дикинсън – вокал
- Дейв Мъри – китара
- Яник Герс – китара
- Ейдриън Смит – китара, беквокали
- Стив Харис – бас, беквокали
- Нико Макбрейн – барабани

## Място в Класациите
- Швеция – 1
- Финландия – 1
- Италия – 1
- Гърция – 1
- Чехия – 1
- Великобритания – 2
- Германия – 2
- Словения – 2
- Франция – 3
- Испания – 3
- Полша – 3
- Австрия – 3
- Аржентина – 3
- Норвегия – 3
- Унгария – 3
- Япония – 4
- Португалия – 4
- Белгия – 4
- Исландия – 4
- Канада – 5
- Ирландия – 6
- Мексико – 9
- Дания – 10
- Холандия – 10
- Австралия – 12
- Малта – 16
- САЩ – 18
- Нова Зеландия – 21
- Колумбия – 25

## Продажби
Златен в Англия, Германия, Швеция и Финландия.

## Външни Препратки
- Текстовете от албума